# Clatrodes
Clatrodes és un gènere d'arnes de la família Crambidae. Conté només una espècie, Clatrodes squaleralis, que es troba a Madagascar.